# Сагарук
Сарагук — деревня в Эхирит-Булагатском районе Иркутской области России. Входит в состав Корсукского муниципального образования. Находится примерно в 18 км к северо-востоку от районного центра.

## Происхождение названия
Данное название, вероятно, якутское и происходит от якутского соҕуруу, что означает «южный».

## Население
По данным Всероссийской переписи, в 2010 году в деревне проживало 48 человек (23 мужчины и 25 женщин).